# محوطه زرین چیا
محوطه زرین چیا مربوط به دوره نوسنگی است و در شهرستان چرداول، بخش مرکزی، دهستان شباب، روستای جوب بور واقع شده و این اثر در تاریخ ۲۳ بهمن ۱۳۸۵ با شمارهٔ ثبت ۱۷۳۵۹ به‌عنوان یکی از آثار ملی ایران به ثبت رسیده است.